# Den tecknade Mr Bean
Den tecknade Mr Bean (originaltitel: Mr Bean: The Animated Series) är en brittisk animerad TV-serie från 2002 baserad på den brittiska komediserien Mr. Bean. Rowan Atkinson gör Mr. Beans röst.
I Sverige har serien sänts på SVT1, Barnkanalen, Cartoon Network och Boomerang.